# Ur So Gay
«Ur So Gay» — промо-сингл другого студійного альбому американської поп-співачки Кеті Перрі — «One of the Boys». В США промо-сингл вийшов 20 листопада 2007. Пісня написана Кеті Перрі та Greg Wells; спродюсована Greg Wells.

## Список композицій
- 7" рожевий вініл[1]

1. "Ur So Gay" – 3:39
2. "Use Your Love" – 3:01

- CD-сингл

1. "Ur So Gay" – 3:39
2. "Ur So Gay" (Remix) – 5:53
3. "Use Your Love" – 3:01
4. "Lost" – 4:20
5. "Ur So Gay" (Instrumental) – 3:38
6. "Ur So Gay" (Junior Sanchez Club Instrumental) – 5:55
7. "Ur So Gay" (Acapella) – 3:15

- Цифрове завантаження

1. "Ur So Gay" – 3:39
2. "Ur So Gay" (Junior Sanchez Club Remix) – 5:54
3. "Use Your Love" – 3:03
4. "Lost" – 4:20

## Чарти
| Чарт (2008)                             | Позиція |
| --------------------------------------- | ------- |
| США Hot Dance Singles Sales (Billboard) | 1       |

## Продажі
| Країна                       | Сертифікат (таблиця продажів та сертифікатів) | Продажі  |
| ---------------------------- | --------------------------------------------- | -------- |
| Бразилія (Pro-Música Brasil) | Платина                                       | +100,000 |
| США (RIAA)                   | Золото                                        | +500,000 |